# Ultraflight Lazair

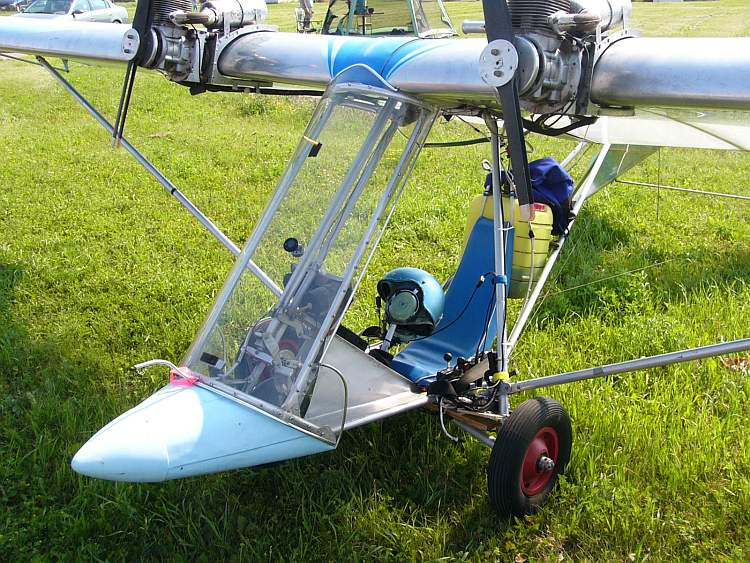
Lazair Serie III mit zusätzlicher Nase, Windschutzscheibe und Rotax-185-Motoren

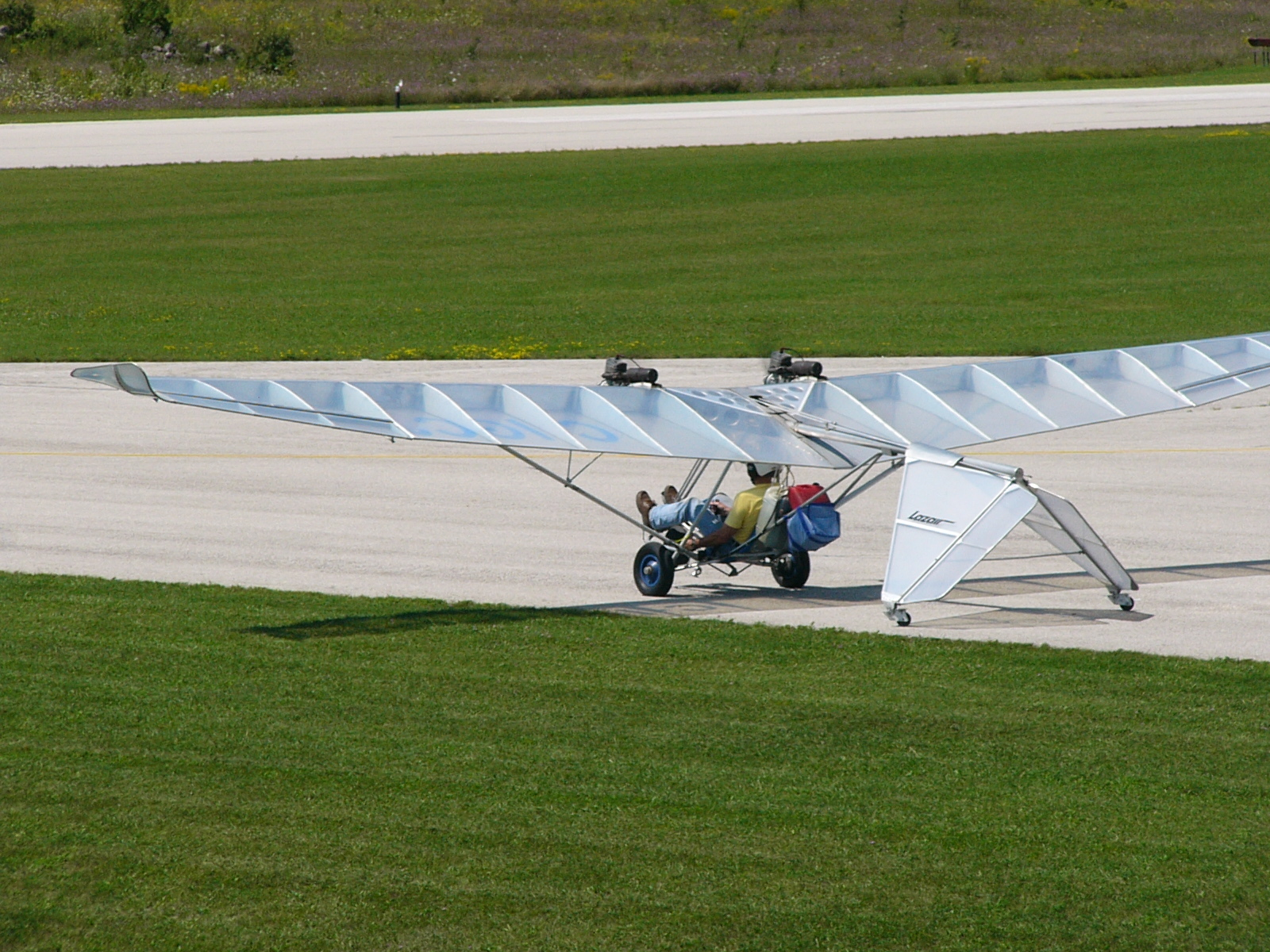
Lazair Serie III mit originaler Bespannung aus Tedlar

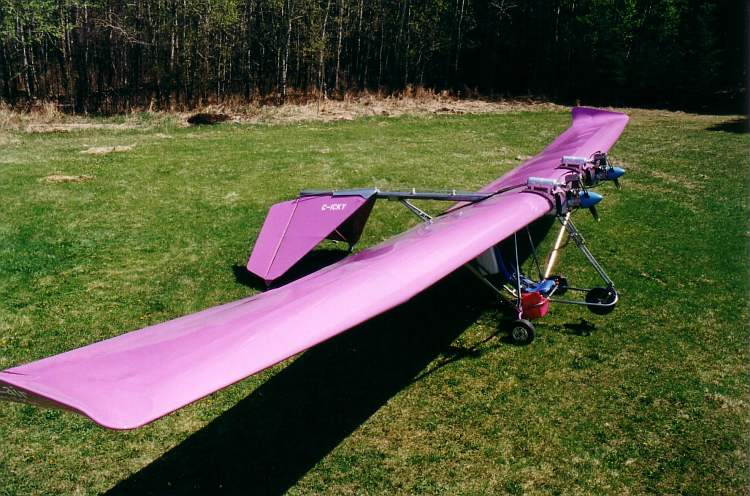
Lazair Series II. Zu erkennen ist die sehr große Flügelspannweite, die dem Flugzeug die guten Gleiteigenschaften verleihen

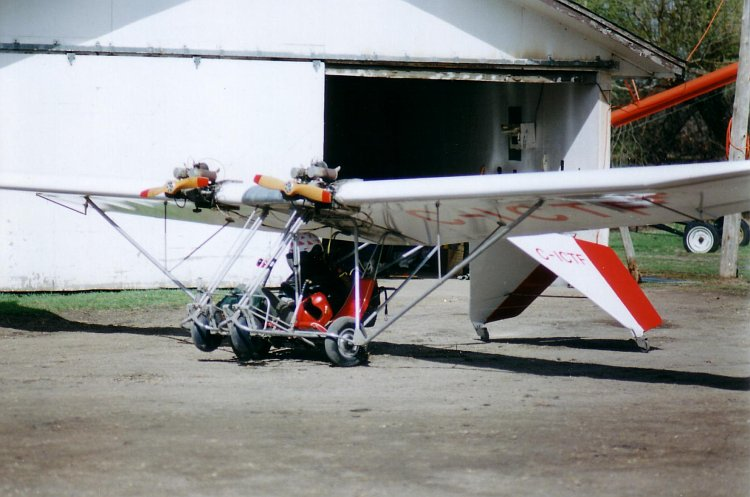
Lazair II, zweisitziger Trainer mit JPX-PUL-425-Motoren

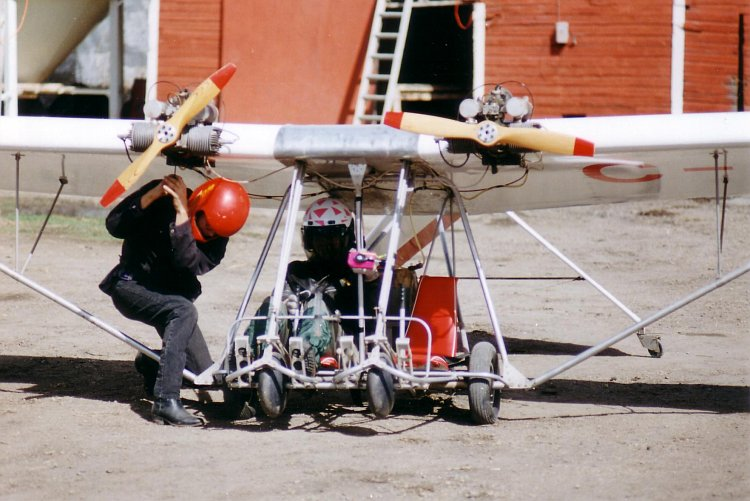
Manueller Motorstart bei einem Lazair II

UltraFlight Lazair ist eine Familie von kanadischen, zweimotorigen Ultraleichtflugzeugen, die als Bausatz zwischen 1979 und 1984 verkauft wurden. Die Flugzeuge waren eine der ersten zweimotorigen Ultraleichtflugzeuge. Lazairs sind die am häufigsten registrierten Ultraleichtflugzeuge in Kanada.
Im Jahr 2019 gab die Canada Post eine Briefmarke zu Ehren der Ultralight Lazair heraus.

## Geschichte
1977 besuchte Dale Kramer das EAA AirVenture in Oshkosh, auf dem er die Leistungsfähigkeit der präsentierten Ultraleichtflugzeuge sah. Daraufhin baute er eine frühe Version des Ultraleichtsegelflugzeugs US Aviation Super Floater. Im darauffolgenden Jahr nahm er dieses Flugzeug mit nach Oshkosh, wo er Ed Sweeney kennenlernte. Sweeney und Kramer statteten die Super Floater mit zwei Motoren von Sweeney aus. Später konstruierte Kramer ein neues Flugzeug für die beiden Motoren, bei dem er die Unzulänglichkeiten, die er bei der Super Floater festgestellt hatte, beseitigte.
Er konstruierte die Lazair von Grund auf als vollständig neues Flugzeug und ging sogar so weit, ein eigenes Flügelprofil zu erstellen. Den Namen Lazair wählte Kramer unter anderem als Anspielung auf die erfolgreiche Bootsklasse Laser, als Kontraktion des englischen Ausdrucks „lazy air“ aufgrund der niedrigen Reisegeschwindigkeit und als Anspielung auf „laissez-faire“.
Obwohl Kramer die meisten Testflüge absolvierte, flog Peter Corley die Lazair bei ihrem Jungfernflug im November 1978. Die Flugleistungen waren zunächst allerdings nicht so gut wie erhofft. Daraufhin wurden die Motoren von ihrer ursprünglichen Position unter den Tragflächen direkt vor die Profilnase verlegt, was zu einer Verbesserung der Leistung führte. Im März 1979 präsentierten sie den Prototyp auf der Sun ’n Fun Aerospace Expo in Florida. Dort gewann er den Preis für das beste Selbstbaumicrolight. Im gleichen Jahr gewann er diese Auszeichnung auch auf dem EAA AirVenture. Dort wurden Bestellungen für 33 Exemplare erteilt und Kramer startete die Serienproduktion.

## Konstruktion
Die Lazair I ist ein einsitziger Hochdecker mit offenem Cockpit, einem umgekehrten V-Leitwerk und zwei Propellertriebwerken in Tractor-Konfiguration. Da sie als Ultraleichtflugzeug für niedrige Fluggeschwindigkeiten konzipiert wurde, besteht der Rumpf aus einem offenen Rahmen aus Aluminiumrohren, der das Cockpit, das Bugradfahrwerk und das Leitwerk trägt.
Die Tragfläche ist über dem Rahmen mit zusätzlichen, außenliegenden Verstärkungsstreben angebracht. Sie besitzt einen gradlinigen, sich verjüngenden Grundriss mit großer Streckung. Das Profil ist eine Konstruktion von Dale Kramer. Es besitzt eine Hohlwölbung, die dem Profil eine S-förmige Skelettlinie verleiht. Der Einstellwinkel verringert sich kontinuierlich von der Tragflächenwurzel bis zur Tragflächenspitze. Des Weiteren verfügt das Flugzeug als eins der ersten Leichtflugzeuge über Winglets. Durch diese Merkmale zeigt das Flugzeug optimale Langsamflugeigenschaften und ein sehr gutmütiges Stallverhalten. Die hohe Streckung der Tragflächen verleiht der Lazair ein gutes Gleitverhalten mit einem Gleitverhältnis von 12:1 und kann selbst bei geringer Thermik steigen.
Die Struktur der Tragflächen besteht aus einer Aluminiumnase, Schaumstoffspanten und einem hinteren Teil aus Aluminiumrohren. Bei den Bespannungen der ersten 50 Lazair-Bausätze handelt es sich um lichtdichten, polyurethanimprägnierten Nylonstoff. Später wurde eine lichtdurchlässige Mylar-Folie verwendet. Die Bespannung ist mit einfachem und doppelseitigem Klebeband am Rahmen befestigt. Da die Mylar-Folie aufgrund von UV-Schäden eine kurze Lebenszeit aufwies, wurde sie schließlich gegen teurere Tedlar-Folie ausgetauscht.
Für eine einfache Steuerung wurde der Anlenkpunkt des Steuerknüppels über den Piloten gelegt, wodurch der Steuerknüppel über dem Piloten hängt. Konventionelle Querruder und ein V-Leitwerk sorgen für die Steuerbarkeit um alle drei Achsen. Obwohl diese Konfiguration für herkömmliche Flugzeuge gebräuchlich ist, war sie damals für ein Ultraleichtflugzeug ungewöhnlich. Die Querruder und das V-Leitwerk sind miteinander verbunden, so dass Kurven allein mit dem Steuerknüppel geflogen werden. Für die Bewegung um die Querachse fungiert das V-Leitwerk als Höhenruder.
Kramer entschied sich für zwei Motoren anstelle von einem, weil er zwei große Kettensägenmotoren verwenden wollte, um die Gesamtleistung von 11 PS (8 kW) zu erreichen, die er für nötig hielt, um sein Flugzeug mit akzeptablen Flugleistungen zum Fliegen zu bringen. Er platzierte die Motoren so eng beieinander wie möglich, um Gierbewegungen bei einem Triebwerksausfall zu minimieren. Die Lazair war eins der ersten Ultraleichtflugzeuge mit zwei Motoren, was die Zuverlässigkeit und Sicherheit dieser Flugzeugklasse stark verbesserte.
Die Lazair bestand zwar aus herkömmlichen Luftfahrtmaterialien, verfügte aber für ein Ultraleichtflugzeug über viele innovative Eigenschaften wie das Tragflächenprofil, die Winglets, das umgedrehte V-Leitwerk, die Bespannung aus transparenter Folie und zwei Motoren.
Spätere Exemplare erhielten viele Verbesserungen und Optionen wie zwei Sitze in Tandemanordnung, leistungsfähigere Motoren, Rumpfverkleidungen und konventionelle Steuerknüppel.

## Produktion
Der erste Prototyp der Lazair wurde von Dale Kramer mit Hilfe von Peter Corley gebaut und absolvierte seinen Jungfernflug im Jahr 1978.
1979 gründete Kramer in seiner Heimatstadt Port Colborne in Ontario das Unternehmen UltraFlight Incorporated, um die Lazair zu produzieren. Im Jahr 1981 wurde das Tochterunternehmen UltraFlight Sales Ltd gegründet, um die Flugzeugbausätze zu vermarkten. Die Produktion endete im Jahr 1984. Das Unternehmen nannte als Grund dafür Haftungsbelange und die daraus resultierenden Kosten sowie die fehlende Verfügbarkeit von Versicherungen.
Die Lazair wurde vielfach in Kanada und den Vereinigten Staaten verkauft und wurde so zu der am häufigsten verkauften kanadischen Flugzeugkonstruktion. Von allen Varianten wurde die Lazair Serie II am häufigsten gebaut.

## Versionen
Serie I
Die ersten Lazair-Bausätze wurden lediglich unter dem Namen Lazair vermarktet, wurden aber später mit Serie I benannt, nachdem verbesserte Versionen entwickelt worden waren. Erwähnenswert ist, dass das aerodynamische Design der Tragflächen und des Leitwerks vom ersten Prototyp bis zum letzten produzierten Bausatz in keiner Weise geändert wurde.
Das erste Modell war ein Einsitzer mit einer Spannweite von 36,3 ft (11,1 m) und zwei Kettensägenmotoren mit einer Nennleistung von 5,5 PS (4 kW) und einem Hubraum von 100 cm³, die Kunststoffpropeller in Tractor-Konfiguration direkt antreiben. Das Hauptfahrwerk verfügt über Räder mit einem Durchmesser von 16 in (406 mm) mit einer Spurweite von 26 in (1 m), was in Verbindung mit der großen Spannweite bedeutet, dass für das Rollen bei Windgeschwindigkeiten von mehr als 7 mph (11 km/h) einen Helfer benötigt wird, der die Tragflächen stützt. Am V-Leitwerk wurden Kufen angebracht.
Serie II
Aufgrund von Kundenanfragen, die Lazair mit Schwimmern auszustatten, wurden die Triebwerke durch Rotax-185-Motoren mit 9,5 PS (7 kW) ersetzt, da die Pioneer-Motoren nicht über eine ausreichende Leistung verfügen. Diese Einzylindermotoren wurden ausgiebig in Feuerlöschpumpen eingesetzt und hatten sich dort bewährt.
Als Propeller werden die gleichen Typen wie für die Serie I verwendet. Um die größeren Kräfte der neuen Motoren aufnehmen zu können, wurden zwei Propeller voreinander montiert anstatt einen neuen Propeller zu entwickeln, da UltraFlight große Mengen der Propeller auf Lager hatte und so eine beträchtliche Summe sparen konnte. Da die Lazair von Anfang an als Motorsegler konzipiert wurde, bot diese Konfiguration den zusätzlichen Vorteil eines geringeren Luftwiderstands gegenüber einem konventionellen Vierblattpropeller. Der minimal geringere Schub wurde dabei in Kauf genommen.
Während der Produktion der Serie II wurden die Kufen am Heck zunächst durch starre und später durch drehbare Spornräder ersetzt. Obwohl das Fliegen in einem offenen Cockpit im Winter eine Herausforderung ist, wurden auch Schneekufen als Ersatz für das Hauptfahrwerk angeboten. Des Weiteren wurden Ruderpedale eingeführt, was Seitengleitflug und Seitenwindlandungen erlaubt. Über ein Getriebe konnte die Steuerung des Seitenruders während des Fluges entweder mit dem Querruder gekoppelt oder über die Pedal gesteuert werden.
Serie III
Die dritte Serie von einsitzigen Lazairs beinhaltet einige Verbesserungen aufgrund von Kundenwünschen. Dazu gehören:
- Verbreiterung der Spurweite des Hauptfahrwerks auf 46 in (1.168 mm)
- Zusätzliche Verstrebungen zur Verbesserung der Toleranz gegenüber negativen g-Kräften
- konventioneller Steuerknüppel
- Bremspedale[2][7][12]

Der Antrieb der Serie III besteht weiterhin aus Rotax-185-Motoren. Optional waren aber auch Motoren von KFM mit 25 PS (18 kW) oder der JPX PUL 425 mit 26 PS (19 kW) verfügbar.
Elite
Die Lazair Elite ist eine in geringen Stückzahlen gebaute Version mit verstärktem Rahmen, den Tragflächen der Lazair II und einer optionalen Cockpitverkleidung. Sie ist auch für schwerere Piloten geeignet.
Lazair II
Die Lazair II ist ein zweisitziger Trainer, bei dem die Sitze nebeneinander angeordnet sind. Er wurde 1983 vorgestellt und circa fünfzig mal gebaut. Die Lazair II wird von zwei JPX PUL 425 mit je 26 PS (19 kW) angetrieben. Die Motoren sind mit größerem Abstand montiert als bei den einsitzigen Versionen, was zu einem anderen Verhalten bei einem einseitigen Triebwerksausfall führt.
Lazair SS EC
Die Surveillance Special, die für den Polizeieinsatz entwickelt wurde, verwendete die Flugzeugzelle der Elite und die JPX-PUL-425KFM-Motoren der zweisitzigen Lazair II mit 25 PS (18 kW). Die einzig gebaute Lazair SS EC wurde vom Polizeirevier Monterey Park in Kalifornien für Überwachungsflüge während der Olympischen Spiele 1984 in Los Angeles eingesetzt.
Electric Lazair (eLazair)

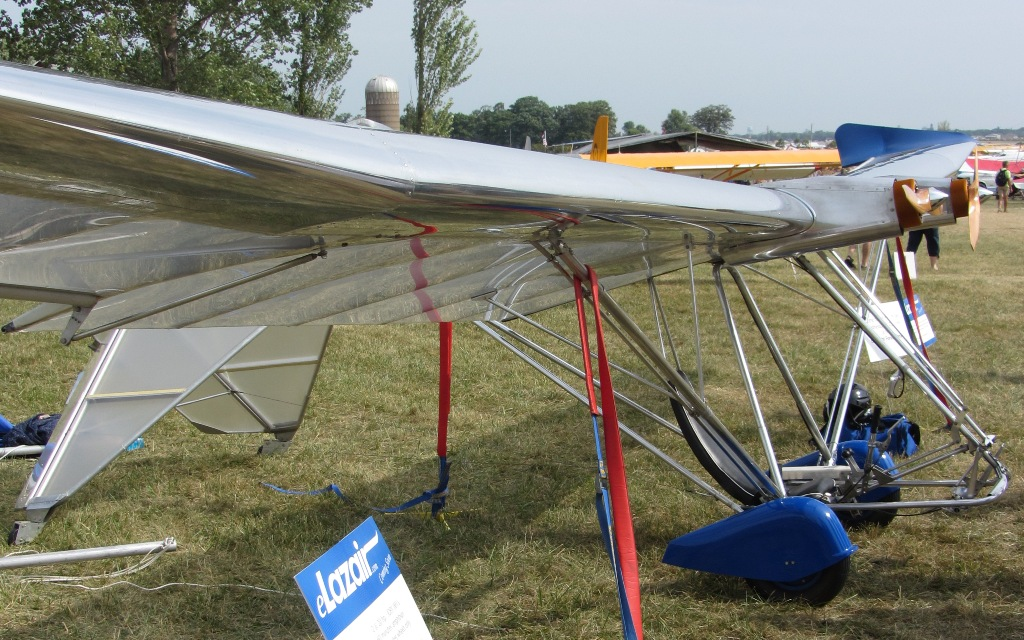
ELazair

Im Jahr 2011 stellte Dale Kramer auf dem EAA AirVenture Oshkosh eine experimentelle, elektrische Version der Lazair mit Schwimmern vor. Das Flugzeug wird von zwei Joby-JM1-Motoren einer Jeti SPIN Pro 300 als Steuerung und zwei 16-Zellenbatterien mit vier Amperestunden und einer Spannung von 63 Volt, die in den Tragflächen untergebracht sind, angetrieben. Die Maschine gewann in Oshkosh die Auszeichnungen Antique Ultralight Champion und Best Ultralight Amphibian. Bei der eLazair handelt es sich um ein experimentelles Projekt. Eine Serienproduktion ist nicht geplant.
Die Lazair inspirierte viele andere Flugzeugkonstrukteure, die Konstruktionsmerkmale ihrer Tragflächen zu nutzen. Zum Beispiel basieren die Tragflächen der Blue Yonder Merlin auf dem Tragflächendesign der Lazair.

## Nutzung
Im 21. Jahrhundert sind immer noch viele Lazairs in Betrieb. So wie bei ihrer Einführung wurde sie immer wieder für ihre Flugeigenschaften und die Reisegeschwindigkeit gelobt.
Im November 2007 waren noch insgesamt 460 Lazairs aller Varianten in Kanada registriert. In den USA wird der größte Teil der Lazairs als nicht registrierte Ultraleichtflugzeuge nach FAR Part 103 geflogen. Zehn Exemplare waren allerdings als Kitflugzeug registriert.

## Zwischenfälle
- Am 15. November 1983 fiel bei einer auf vier Motoren umgebaute Lazair der rechte, äußere Motor aufgrund einer falsch montierten Kraftstoffleitung in einer Höhe von circa 250 ft (76 m) bei hoher Geschwindigkeit über einem See in der Nähe von Elsinore, Kalifornien aus. Daraufhin ging das Flugzeug in eine Rechtskurve, verlor kontinuierlich an Höhe und schlug schließlich mit der Nase zuerst auf der Wasseroberfläche auf. Das Fluggerät wurde zerstört und der 45-jährige Pilot getötet.[18]
- Am 26. Mai 1984 flog eine Lazair II auf einem Flugplatz in Blitchton, Georgia im Endanflug zu tief, kollidierte mit einem Baum und stürzte daraufhin aus einer Höhe von circa 40 ft (12 m) Höhe ab. Der 66-jährige Pilot wurde beim Aufprall getötet.[19]

## Technische Daten (Lazair Series II)
| Kenngröße             | Daten                           |
| --------------------- | ------------------------------- |
| Besatzung             | 1                               |
| Länge                 | 13 ft (4 m)                     |
| Spannweite            | 36,3 ft (11 m)                  |
| Höhe                  | 6,3 ft (2 m)                    |
| Flügelfläche          | 143 ft² (13,3 m²)               |
| Nutzlast              | 240 lb (109 kg)                 |
| Leermasse             | 210 lb (95 kg)                  |
| max. Startmasse       | 450 lb (204 kg)                 |
| Reisegeschwindigkeit  | 40 mph (64 km/h)                |
| Höchstgeschwindigkeit | 55 mph (89 km/h)                |
| Dienstgipfelhöhe      | 11.000 ft (3.353 m)             |
| Reichweite            | 135 mi (217 km)                 |
| Triebwerke            | 2 × Rotax 185, je 9,5 PS (7 kW) |

## Ausgestellte Exemplare
- Die Lazair SS EC ist im  National Air and Space Museum im Steven F. Udvar-Hazy Center am Washington Dulles International Airport ausgestellt.[10]